# Гроссман, Марсель
Марсе́ль Гро́ссман (нем. Marcel Grossmann; 9 апреля 1878, Будапешт — 7 сентября 1936, Цюрих) — швейцарский математик, друг Альберта Эйнштейна и соавтор его первых работ по общей теории относительности. Вклад Гроссмана заключался в ясном изложении для читателей этих статей римановой геометрии и тензорного исчисления (практически неизвестных в то время физикам) и математическом обосновании интуитивных соображений Эйнштейна.
В честь учёного учреждена международная премия Марселя Гроссмана.

## Биография
Родился в Будапеште (тогда — Австро-Венгрия) в еврейской семье. В 1893 году его семья переехала в Швейцарию. Школу Марсель закончил в Базеле, а в 1896 году поступил в швейцарский Федеральный Политехнический Институт (Политехникум, город Цюрих), где изучал математику и подружился с однокурсником Альбертом Эйнштейном, став наряду с Микеле Бессо одним из ближайших его друзей. В 1902 году защитил диссертацию в Цюрихском университете. В 1901—1905 годах преподавал в городе Фрауэнфельд, затем некоторое время — доцентом в Базеле. В 1902 году защитил диссертацию. В 1903 году женился на Анне Келлер.
С 1907 года Гроссман навсегда вернулся в Цюрих и стал в Политехникуме профессором начертательной геометрии. С 1911 года — декан физико-математического факультета. В этой должности он оставался до 1927 года. В 1910 году Гроссман стал одним из основателей Швейцарского математического общества, в 1916—1917 гг. был его председателем. Гроссман был также соучредителем и редактором газеты «Neuen Schweizer Zeitung».
Среди работ Гроссмана — ряд статей по начертательной и неевклидовой геометрии, другие работы геометрического направления, а также два школьных учебника.
С 1920 года у Гроссмана начали проявляться прогрессирующие симптомы рассеянного склероза, и в 1927 году он был вынужден оставить преподавание. Спустя 9 лет он скончался.

## Гроссман и Эйнштейн
Дважды Марсель Гроссман оказал существенное влияние на жизненный путь Эйнштейна. Впервые это произошло в 1902 году, когда Эйнштейн после Политехникума не мог найти работу и находился в отчаянном материальном положении. Гроссман (через своего отца) помог Эйнштейну устроиться на должность эксперта в Федеральное Бюро патентования изобретений (Берн, Швейцария). Эйнштейн и Гроссман вели интенсивную переписку, а спустя 7 лет друзья снова встретились в Цюрихе — Эйнштейн, уже известный физик, стал профессором Цюрихского университета.
Второй случай представился в 1912 году, когда профессор Пражского университета Георг Пик в беседе с Эйнштейном предположил, что математическая модель общей теории относительности (ОТО) должна описывать искривлённое четырёхмерное пространство-время (до этого несколько лет Эйнштейн пытался создать скалярную теорию тяготения, однако её следствия были неудовлетворительными). Эйнштейн обратился к Марселю Гроссману с просьбой помочь в выборе средств для такого описания; позже Эйнштейн вспоминал:

Тогда я ещё не знал о работах Римана, Риччи и Леви-Чивиты. О них мне сообщил мой друг Гроссман, когда я рассказал ему о том, что ищу общековариантные тензоры, компоненты которых зависели бы только от производных коэффициентов {\displaystyle g_{\mu \nu }} квадратичного фундаментального инварианта {\displaystyle g_{\mu \nu }dx^{\mu }dx^{\nu }.}

Гроссман порекомендовал тензорный анализ, уже глубоко разработанный в то время математиками для исследования двумерных поверхностей, однако практически не применявшийся в физике. Требовалась разработка его четырёхмерного обобщения. Как вспоминал Эйнштейн, Гроссман «охотно согласился совместно работать над проблемой, но всё-таки с тем ограничением, что он не берёт на себя никакой ответственности за какие-либо физические утверждения и интерпретации».
Спустя год друзья совместно написали первую статью по тензорной модели ОТО — как позже вспоминал Эйнштейн, Гроссман разработал математические разделы этой статьи, а сам Эйнштейн — физические. Содержание этой статьи было ещё далеко от окончательного варианта ОТО. Ещё одна их совместная статья была опубликована в следующем году. Для завершения работ по созданию ОТО понадобилось ещё три года, нового математического аппарата она уже не содержала, на этом этапе Гроссман участия не принимал, а Эйнштейн уже свободно владел тензорным анализом.
До конца жизни Эйнштейн тепло и благодарно вспоминал Гроссмана и высоко ценил его вклад в создание общей теории относительности. Он посвятил памяти Гроссмана одну из последних своих статей с автобиографией [1955).

## Труды
- О метрических свойствах коллинеарных структур (Über die metrischen Eigenschaften kollinearer Gebilde, 1902). Диссертация Гроссмана.
- Основные конструкции неевклидовой геометрии (Die fundamentalen Konstruktionen der nichteuklidischen Geometrie, 1904).
- A. Einstein, M. Grossmann. Entwurf einer verallgemeinerten Relativitätstheorie und einer Theorie der Gravitation. В журнале: Zeitschrift für Mathematik und Physik, 62: 225—261 (1913). Это вышеупомянутая статья с первым наброском Общей теории относительности.
- Начертательная геометрия (Darstellende Geometrie), 1915—1932. Трижды переиздана.

## Память
В честь Марселя Гроссмана каждые 3 года происходят «Гроссмановские встречи» — международный семинар по общей теории относительности. На семинаре присуждаются премии Марселя Гроссмана.